# Hanna Isaksson
Hanna Isaksson, född 24 februari 1979, är en svensk tävlingscyklist som tillhör Fredrikshofs IF. Isaksson vann Tjejtrampet år 2006.